# Für alle
 "Für alle", Canção da Alemanha Festival Eurovisão da Canção 1985.
"Für alle" (tradução portuguesa: "Para todos") foi a canção alemã no Festival Eurovisão da Canção 1985, interpretada em alemão pelos Wind. A canção tinha letra e música de Hanne Haller e foi orquestrada por Reiner Pietsch.
A canção foi a décima a desfilar na noite do evento, a seguir à canção de Portugal: "Penso em ti, eu sei", interpretada por Adelaide Ferreira e antes da canção israelita "Olé, Olé", interpretada por Izhar Cohen. Terminou em segundo lugar, com 105 pontos.
A canção é um tributo à todos aqueles que nunca desistem de ter esperança, apesar das pressões em sentido contrário à volta deles.

## Fonte se ligações externas
- «Letra da canção e outras informações sobre a canção.» (em inglês)